# 거리 측정 (우주론)
물리적 우주론에서 우주 내의 두 물체나 사건 사이의 자연적인 거리 개념을 제공하기 위하여 거리 측정이 사용된다. 이들은 원거리에 있는 퀘이사의 광도, 은하의 적색편이, 또는 우주 마이크로파 배경 (CMB) 전력 스펙트럼의 음향 피크의 각도 크기 등과 같은 관측 가능한 양을 퀘이사, 은하 등의 공변 거리 등과 같이 직접적으로 관측할 수는 없지만 사용하기 편리한 다른 양들과 연결시키기 위하여 자주 사용된다. 여기에서 논의되는 모든 거리 측정은 낮은 적색 편이에서 통상적인 유클리드 거리 개념에 해당하게 된다.
우주론에 대한 현재의 이해를 따라서, 이러한 측정값은 프리드만-르메트르-로버트슨-워커 해를 이용하여 우주를 설명하는 일반 상대성 이론의 틀 안에서 계산된다.

## 개요

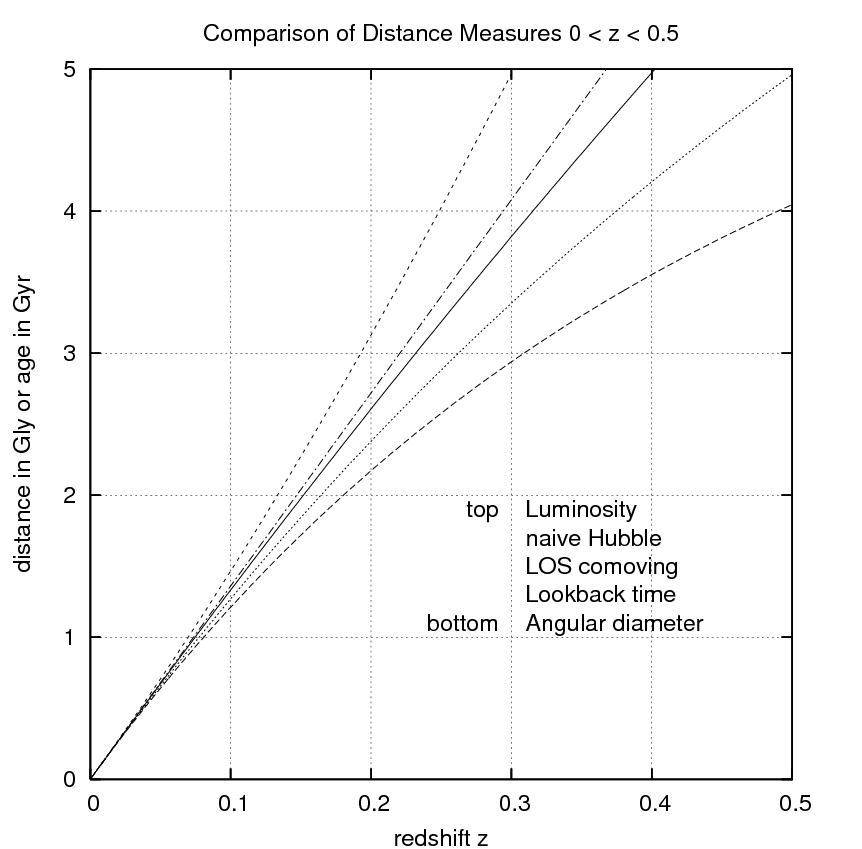
적색편이 적색편이 0에서 0.5까지의 우주적 거리 측정 비교. 그래프의 기초가 된 우주론에서는 허블 매개변수로 72km/s/Mpc,,,, 그리고 는 매개변수의 합이 1이 되도록 선택되었다. 에드윈 허블은 적색편이가 0.003이 약간 넘는 메시에 60까지의 은하들을 이용했다.

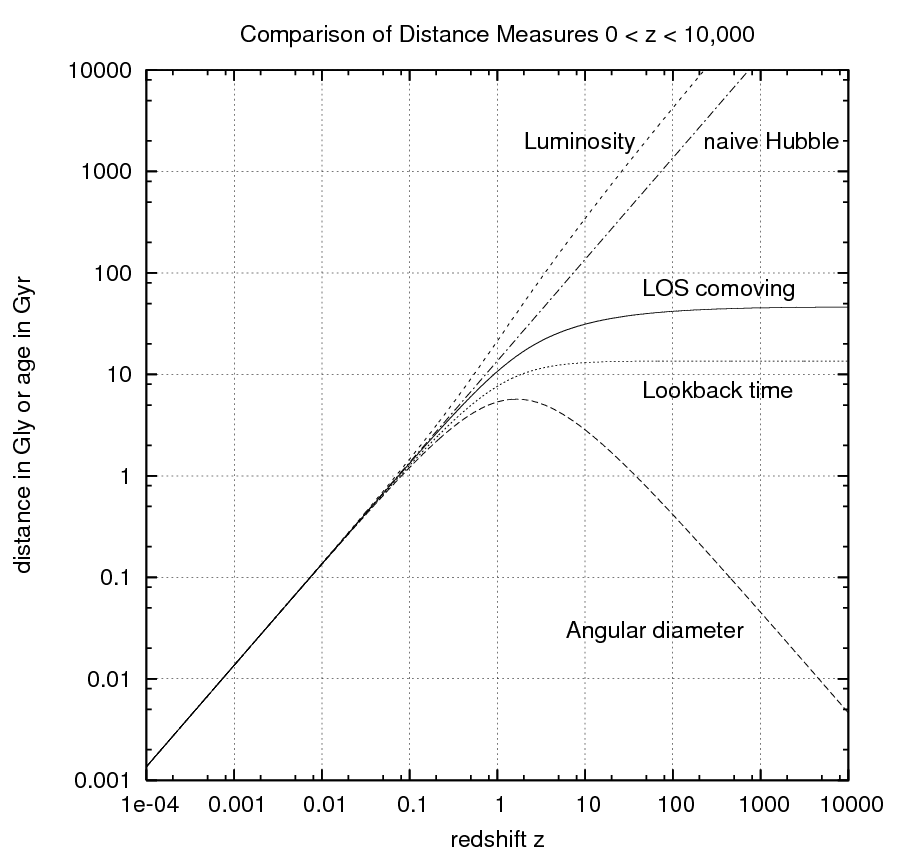
적색편이 0에서 물질/복사 균등의 시대에 해당하는 적색편이 10,000까지의 우주적 거리 측정 비교. 기초가 된 우주론에서 허블 매개변수는 72km/s/Mpc,,,, 그리고 는 매개변수의 합이 1이 되도록 선택되었다.

우주론에서 "거리"에 대한 정의로는 작은 적색편이에서 서로 점근적인 값을 가지는 몇개의 다른 정의가 있다. 이러한 거리에 대한 표현은 항상 관찰가능한 양인 적색편이 {\displaystyle z}의 함수로 작성할 때 가장 실용적이지만 척도인자(축척 계수) {\displaystyle a=1/(1+z)} 의 함수로 작성할 수도 있다.
적색편이에는 두 가지 개념이 실제로 있다. 하나는 지구와 천체가 같이 이동하는(공변하는) 예를 들어 우주 마이크로파 배경으로 정의될 수 있는 주변 환경 (허블 흐름)에 대하여 이동하지 않는 경우에 관찰되는 적색편이(우주론적 적색편이)이다. 다른 하나는 관측되는 천체의 특이속도 및 우리 자신의 특이속도에 모두 의존하여 도플러 효과에 따라 실제로 관측되는 적색편이이다. 태양계가 사자자리와 술잔자리 사이의 방향으로 약 370 km/s의 속도로 이동하기 때문에, 이 방향으로 멀리 있는 천체에 대하여 {\displaystyle 1+z} 값은 약 1.0012배 감소하고, 반대 방향의 먼 물체에 대해서는 동일한 정도로 증가한다. 한편 지구가 태양 주위를 도는 속도는 30 km/s 에 불과하다.
먼저 몇 가지 거리 측정에 대한 공식을 기재한 다음 아래에서 더 자세히 설명한다.
우선 후퇴속도가 광속이 되는 거리에 해당하는 "허블 거리"를 다음과 같이 정의한다.
{\displaystyle d_{H}={\frac {c}{H_{0}}}\approx 3000h^{-1}{\text{Mpc}}\approx 9.26\cdot 10^{25}h^{-1}{\text{m}}}
여기서 {\displaystyle c}는 빛의 속도, {\displaystyle H_{0}}는 현재의 허블 매개변수, h 는 무차원 허블 상수이다. 아래에 기술하는 여러가지의 거리측정은 작은 {\displaystyle z} 값에서 모두 {\displaystyle z\cdot d_{H}} 에 점근한다.
또한 무차원 허블 매개변수도 다음과 같이 정의한다.
{\displaystyle E(z)={\frac {H(z)}{H_{0}}}={\sqrt {\Omega _{r}(1+z)^{4}+\Omega _{m}(1+z)^{3}+\Omega _{k}(1+z)^{2}+\Omega _{\Lambda }}}}
여기서, {\displaystyle \Omega _{r},\Omega _{m},} 및 {\displaystyle \Omega _{\Lambda }}는 각각 현재의 복사 에너지 밀도, 물질 밀도, 및 "암흑 에너지 밀도"의 정규화 값(후자는 우주 상수를 나타냄)이고,  {\displaystyle \Omega _{k}=1-\Omega _{r}-\Omega _{m}-\Omega _{\Lambda }}는 곡률을 결정한다. 어떤 주어진 적색편이에서 허블 매개변수 {\displaystyle H(z)=H_{0}E(z)}이다.
공변거리는 기타 대부분의 거리 공식에서 기초가 되는 식인데 적분이 포함되어 있다. 매개변수의 선택이 일부 제한된 경우(아래 참조)에는 공변거리의 적분은 닫혀진 형태를 가지지만, 일반적으로 특히 현재 우리 우주의 매개변수에 대해서는 수치 해석적으로만 그 해를 찾을 수 있다. 우주론 학자들은 관측자로부터 시선방향(LOS)을 따라 적색편이가 {\displaystyle z}인 천체까지의 거리로 아래의 값들을 사용한다.
- 공변거리:

공변거리는 아래의 식으로 구할 수 있다.
{\displaystyle d_{C}(z)=d_{H}\int _{0}^{z}{\frac {dz'}{E(z')}}}
이 적분에서, 만일 {\displaystyle \Omega _{r}=\Omega _{m}=0} 이거나, 또는 {\displaystyle 1/(1+z)}를 축척 계수 {\displaystyle a}로 대체하면 {\displaystyle \Omega _{\Lambda }=0}  인 경우에 닫힌 형태의 표현식이 존재한다.
우리 우주는 {\displaystyle \Omega _{r}=\Omega _{k}=0}에 의하여 닫힌 형식으로 표현되는 것으로 보인다. 이 경우 다음의 식이 성립한다.
{\displaystyle d_{C}(z)=d_{H}\Omega _{m}^{-1/3}\Omega _{\Lambda }^{-1/6}[f((1+z)(\Omega _{m}/\Omega _{\Lambda })^{1/3})-f((\Omega _{m}/\Omega _{\Lambda })^{1/3})]}
여기서,
{\displaystyle f(x)\equiv \int _{0}^{x}{\frac {dx}{\sqrt {x^{3}+1}}}}이다.
공변 거리는 천체와 관측자가 모두 특이속도를 가지지 않을 때 해당하는 {\displaystyle z} 값을 사용하여 계산해야 한다.
공변거리에 축척 계수를 곱하면 주어진 시간에서의 고유거리가 된다.
{\displaystyle d=a\cdot d_{C}}
- 가로 공변거리:

가로 공변거리(transverse comoving distance)는 아래와 같이 공변거리의 함수로 구할 수 있다.
{\displaystyle d_{M}(z)={\begin{cases}{\frac {d_{H}}{\sqrt {\Omega _{k}}}}\sinh \left({\frac {{\sqrt {\Omega _{k}}}d_{C}(z)}{d_{H}}}\right)&\Omega _{k}>0\\d_{C}(z)&\Omega _{k}=0\\{\frac {d_{H}}{\sqrt {|\Omega _{k}|}}}\sin \left({\frac {{\sqrt {|\Omega _{k}|}}d_{C}(z)}{d_{H}}}\right)&\Omega _{k}<0\end{cases}}}
가로 공변거리에서 {\displaystyle \Omega _{k}\to 0}의 극한을 취하면 공변거리가 되므로 {\displaystyle \Omega _{k}=0}인 평평한 우주에서는 가로 공변거리와 공변거리가 동일하게 되는 점이 주목된다.
- 각지름거리:

각지름거리와 (가로) 공변거리는 아래와 같은 관계에 있다.
{\displaystyle d_{A}(z)={\frac {d_{M}(z)}{1+z}}}
이 식은 태양계와 천체가 둘 사이의 선에 평행한 특이속도 성분을 갖지 않는 경우 엄밀하게 정확하다.  특이속도 성분이 있다면 이에 해당하는 적색편이를 사용해야 하고 {\displaystyle d_{A}}값은 태양계의 진행 방향에 따라 0.99867에서 1.00133 사이의 계수만큼 수정해야 한다. 만일  관측자가 천체를 향하여 v 로 움직이기 시작하면 그 물체의 각지름은 모든 위치에서 {\displaystyle {\sqrt {(1+v/c)/(1-v/c)}}} 의 계수만큼 감소한다.
- 광도거리:

광도거리는 (세로) 공변거리와 아래와 같은 관계에 있다.
{\displaystyle d_{L}(z)=(1+z)d_{M}(z)}
마찬가지로 이 공식도 태양계와 천체가 둘 사이의 선에 평행한 특이속도 성분을 갖지 않는 경우 엄밀하게 정확하다. 그렇지 않다면 {\displaystyle d_{M}}에 대해서는 해당 경우의 적색편이를 사용해야 하는데, 다만 계수 {\displaystyle (1+z)}로 측정된 적색편이를 사용해야 하고, 추가적으로 천체의 특이속도를 반영하여 {\displaystyle {\sqrt {(1+v/c)/(1-v/c)}}} (여기서 v 는 천체의 고유속도에서 우리에게서 멀어지는 속도성분)을 곱하여 추가적인 교정을 하여야 한다. 이러한 방식으로 광도 거리는 {\displaystyle z}가 적색편이 값일 때 에서링턴의 상호성 정리(Etherington's reciprocity theorem)에 의하여 각지름거리에 {\displaystyle (1+z)^{2}}을 곱한 값과 동일하게 된다
- 광행거리:

광행거리는 아래의 식으로 구할 수 있다.
{\displaystyle d_{T}(z)=d_{H}\int _{0}^{z}{\frac {dz'}{(1+z')E(z')}}}
다음과 같은 경우 즉, {\displaystyle \Omega _{r}=\Omega _{m}=0} 인 경우에는 역쌍곡선 함수 {\displaystyle {\text{arcosh}}} 또는 {\displaystyle {\text{arsinh}}} (또는 우주 상수에 다른 부호가 있는 경우 역삼각 함수)를 포함하는 닫힌 형태의 해가 존재한다. 만약 {\displaystyle \Omega _{r}=\Omega _{\Lambda }=0} 인 경우에는 {\displaystyle d_{T}(z)}에 대해서는 닫힌 형태의 해가 있지만 {\displaystyle z(d_{T})}에 대해서는 그렇지 않다.
우주의 나이는 {\displaystyle \lim _{z\to \infty }d_{T}(z)/c}, 즉 광행거리를 빛의 속도로 나눈 값이고, 적색편이 {\displaystyle z} 이후 지금까지 경과된 시간 {\displaystyle t(z)=d_{T}(z)/c}이다.

## 대체 용어
공변거리를 "각크기거리"(angular size distance)로 부르는 경우도 있는데, 이를 각지름거리로 오인하면 안된다. 공변거리 및 각지름거리를 나타내기 위하여 때로는 기호 {\displaystyle \chi } 또는 {\displaystyle r}이 모두 사용된다.
또한 광행거리를 "회상 거리"(lookback distance)라고 하기도 한다.

## 세부

### 공변거리
허블 흐름과 함께 움직이는 관찰자들인 기본적인 관측자 사이의 공변거리 {\displaystyle d_{C}}는, 우주의 팽창을 공변거리에서 고려하고 있으므로 시간에 따라 변하지 않는다. 공변거리는 시선(LOS)을 따라 서로 인접한 가상의 관찰자들 사이의 고유거리를 더하여서 얻는 반면에, 고유거리는 특정한 우주 시간에서 구한 값이다.
표준 우주론에서  공변거리와 고유거리는 우주론자가 물체 사이의 거리를 측정하는 데 사용하는 두 가지 밀접하게 관련된 거리 측정인데 공변거리는 현시점에서의 고유거리이다.
공변거리는 (우리 자신의 움직임에 대한 약간의 수정과 함께) 시차로부터 얻을 수 있는데, 이는 시차를 도 단위로 표시하면 '현시간에 태양을 지나면서 원거리 천체에 중심을 둔 원 둘레'에 대한 '천문단위 길이'의 비 값에 360을 곱한 값에 해당하기 때문이다. 그런데 메가파섹 이상의 천체는 시차가 너무 작아 측정할 수 없다( 가이아 우주 망원경은 가장 밝은 별의 시차를 7 마이크로 아크초의 정밀도로 측정함). 우리 국부 은하군 외부 은하의 시차는 너무 작아서 측정할 수 없다.

### 고유거리
고유거리는 우주론적 시간의 특정 순간에 멀리 있는 물체가 있을 위치에 대략 해당하며 시간의 경과에 따른 우주의 팽창으로 인해 그 값이 증가한다. 이에 반하여 공변거리에서는 우주의 확장에 따른 계수를 소거하고 있어 공간의 확장으로 인해 시간에 따라 변하지 않는 거리를 제공한다(다만 은하단 내에서의 은하의 움직임과 같은 특이속도 등의 국부적 요인으로 인해 변경될 수 있음). 공변거리는 현시점에서의 고유거리이다.

### 가로 공변거리
일정한 적색편이 {\displaystyle z}로 공변하는 두 천체가 하늘에서 {\displaystyle \delta \theta }의 각도로 떨어져 보일 때 두 천체까지의 거리를 {\displaystyle \delta \theta \cdot d_{M}(z)}이라고 하면 이 식에 의하여 가로 공변거리(횡축 공변거리, 횡방향 공변거리) {\displaystyle d_{M}}이 정해진다.

### 각지름거리
적색편이가 {\displaystyle z}이고 크기가 {\displaystyle x}인 천체로 {\displaystyle \delta \theta } 각도의 크기로 보이는 천체는 각지름거리 {\displaystyle d_{A}(z)=x/\delta \theta }를 가진다. 이것은 일반적으로 예를 들어 바리온 음향 진동의 문맥에서 소위 표준 잣대를 관측하는 데 사용된다.

### 광도거리
만일 원거리에 있는 천체의 고유 광도 {\displaystyle L}이 알려져 있다면, 그 광속 {\displaystyle S}를 측정하여 광도거리 {\displaystyle d_{L}(z)={\sqrt {L/4\pi S}}} 을 계산할 수 있는데, 이는 위의 표현식 {\displaystyle d_{L}(z)}와 동일한 것으로 밝혀졌다. 이 거리는 Ia형 초신성과 같은 표준 양초을 측정하는데 중요하며 우주 팽창의 가속도를 처음으로 발견하는 데 사용되었다.

### 광행거리
이 거리 {\displaystyle d_{T}}는 빛이 천체에서 관찰자에게 도달하는 데 걸린 시간(년)에 광속을 곱한 값이다. 예를 들어 이 거리측정에서 관측 가능한 우주의 반지름은 우주의 나이 138억년에 빛의 속도(1광년/년)를 곱한 값인 138억 광년이 된다.

### 에서링턴의 거리 상호성
에서링턴 거리 상호성 방정식은 표준 양초의 광도거리와 각지름거리 사이의 관계를 나타내는 것으로 아래 식으로 표현된다.
{\displaystyle d_{L}=(1+z)^{2}d_{A}}

## 같이 보기
- 빅뱅
- 공변거리
- 프리드만 방정식
- 파섹
- 물리 우주론
- 우주 거리 사다리
- 프리드만-르메트르-로버트슨-워커 계량
- 아원자 스케일

## 참고 문헌
- Scott Dodelson, Modern Cosmology. Academic Press (2003).